# Daniele Fiorentino
Daniele Fiorentino (* 29. Juni 1984 in Offenbach am Main) ist ein deutscher Fußballspieler.

## Leben
Seine sportliche Karriere begann er bei der SG Rosenhöhe Offenbach. 1991 wechselte er in die Nachwuchsabteilung des damaligen Oberligisten Kickers Offenbach. Die gezielte Förderung des Spielers zahlte sich aus. Mit den A-Junioren der Kickers stieg Fiorentino in der Saison 2002/03 in die Junioren-Bundesliga auf. Seine Leistungen veranlassten Ramon Bendroth, den Trainer der ersten Mannschaft, ihn nach und nach in den Regionalligakader der Kickers zu integrieren. Am 29. November 2002 bestritt er sein erstes Spiel in der Regionalliga Süd.
Nach der zweiten Saison mit sporadischen Einsätzen wuchs Fiorentino in der Saison 2004/05 unter Trainer Hans-Jürgen Boysen in die Rolle des Jokers, der regelmäßig vor Spielende eingewechselt wurde. Am Ende der Saison feierte er mit den Kickers den Aufstieg in die 2. Bundesliga. Hier blieb er als Vertragsamateur zu Beginn der Saison zunächst in seiner Jokerrolle. Nach der Entlassung Boysens wurde Fiorentino in der Rückrunde vom neuen Trainer Wolfgang Frank aber nicht mehr berücksichtigt.
Ohne sportliche Perspektiven verließ er im Sommer 2006 die Kickers und wechselte ablösefrei zum Regionalligisten SV Wehen, wo er die folgenden beiden Jahre zu einigen Einsätzen kam. Im Sommer 2008 wechselte Fiorentino zurück zu Kickers Offenbach, für die er in der zweiten Mannschaft spielte. Nachdem sich die Hoffnungen auf einen Profivertrag in Offenbach nicht erfüllten, unterschrieb Fiorentino im Februar 2010 beim SV Wilhelmshaven. Dort waren die Einsatzzeiten allerdings spärlich gesät und Fiorentino kam nur auf vier Einsätze in der Regionalliga Nord. Nach einer erneuten Zwischenstation bei der zweiten Mannschaft des OFC wechselte Fiorentino im Februar 2011 innerhalb des Offenbacher Landkreises zu den Kickers aus Obertshausen, wo er in der Rückrunde 15 Tore in 15 Spielen erzielte. Ab der Saison 2011/12 spielte Fiorentino bei dem ambitionierten Verbandsligisten unter anderem mit den ehemaligen Zweitligaspielern Mirnes Mešić und Giuseppe Messinese zusammen. Nach dem Abstieg von Obertshausen in die Gruppenliga wechselte er im Sommer 2013 zum Hessenligisten TGM SV Jügesheim. Trotz 14 Toren in 22 Oberligaspielen verließ er den Verein in der Winterpause und nahm zur Rückrunde ein Angebot des abstiegsbedrohten Verbandsligisten SSV Lindheim an, der vom früheren Offenbacher Sead Mehić trainiert wurde. Zur Saison 2014/15 wechselte er zum Verbandsligakonkurrenten SC Hessen Dreieich.